# 산드라 코르벨로니
산드라 헤지나 코르벨로니(포르투갈어: Sandra Regina Corveloni, 1965년 5월 9일 ~ )는 브라질의 배우이다.

## 출연 작품
- 바잔테 (2017)
- 바이올린 티처 (2015)
- 블루 블러드 (2014)
- 베스트 프렌즈 (2013)
- 더 튜너 (2012)
- 리나 데 파세 (2008)